# 平安神宮前站
平安神宮前站（日语：／ Heianjingūmae eki */?）是位於京都府京都市東山區，京阪神急行電鐵（現時：京阪電氣鐵道）京津線的電車站（廢站）。

## 歷史
- 1912年（大正元年）8月15日：京津電氣軌道（日语：京津電気軌道）開業，應天門通站啟用[1]
- 1925年（大正14年）2月1日：合併至京阪電氣鐵道（第一代），成為京阪電氣鐵道（第一代）的電車站。
- 1928年（昭和3年）7月1日：電車站改名為神宮道站[1]。
- 1931年（昭和6年）2月20日：京津線路軌從舊東海道遷移至三條通。
- 1941年（昭和16年）：電車站改名為平安神宮前站[1]。
- 1943年（昭和18年）10月1日：基於陸上交通事業調整法（日语：陸上交通事業調整法），阪神急行電鐵與京阪電氣鐵道合併為京阪神急行電鐵，成為京阪神急行電鐵的電車站。
- 1944年（昭和19年）：此站被廢除[1]。

## 羅浮宮展站
在此站廢除11年後的1955年（昭和30年），京都市美術館舉行「羅浮宮展」，在舉行期間開設臨時車站「羅浮宮展站」，以方便乘客前往京都市美術館。電車站實際位置不詳，但是可視為平安神宮前站一度重開。

## 相鄰電車站
京阪神急行電鐵
京津線
古川町－平安神宮前－*岡崎道－蹴上
*刪除線的電車站是在此站廢站前已經被廢除。

## 注腳
1. 1 2 3 4  今尾惠介. . 日本: 新潮社. 2009年1月19日: 32. ISBN 978-4-10-790027-2.

## 相關項目
- 日本鐵路車站列表 Hi
- 平安神宮